# Lèmur mostela dels James
El lèmur esportiu dels James (Lepilemur jamesorum) és un lèmur mostela que, com tots els lèmurs, és endèmic de Madagascar. És un dels lèmurs mostela més grans, amb una llargada total de 60-67 cm, 28-32 dels quals corresponen a la cua. És originari del sud-est de Madagascar, on viu en boscos de plana primaris i secundaris.
Originalment se l'anomenà L. jamesi, però més endavant es descobrí que aquest nom era incorrecte i fou reanomenat L. jamesorum el 2009.